# Jazz en Touraine
Le festival Jazz en Touraine est une manifestation musicale, centrée autour du jazz, qui a lieu tous les ans en septembre à Montlouis-sur-Loire.

## Histoire
Le festival est créé en 1987. Il a lieu d'abord au gymnase Léo-Lagrange, puis à l'Espace Ligéria (900 places), et depuis 2011, en plus, au Magic Mirrors (200 places), un chapiteau démontable tout de bois et de velours.
Le président fondateur du festival est le sénateur Jean-Jacques Filleul, ancien maire de Montlouis-sur-Loire, « en phase avec son époque ».
En 1997, 53 concerts sont proposés au public.
En 2016, le festival rayonne désormais sur seize communes : Vouvray, Véretz, Larçay, Rochecorbon, Monnaie (Indre-et-Loire), La Ville-aux-Dames, Saint-Martin-le-Beau, Chançay, Esvres, Nazelles-Négron, Neuillé-le-Lierre, Noizay, Reugny, Saint-Avertin, Sublaines et Vernou-sur-Brenne.
En 2017, le festival fait peau neuve et change de logo : il se double d'un festival « off », organisé dans les communes partenaires, qui permet tous les soirs à 19 h 30 à des musiciens amateurs ou semi-professionnels de se produire gratuitement.
Le festival propose également un « village gourmand », où l'on peut déguster des produits régionaux.

## Fréquentation
La première édition réunit 3 000 festivaliers. En 2017 et 2018, |Jazz en Touraine, principale manifestation musicale en région Centre-Val de Loire, accueille environ 20 000 festivaliers.

## Budget
En 2004, son budget est de 450 000 €.

### 2005

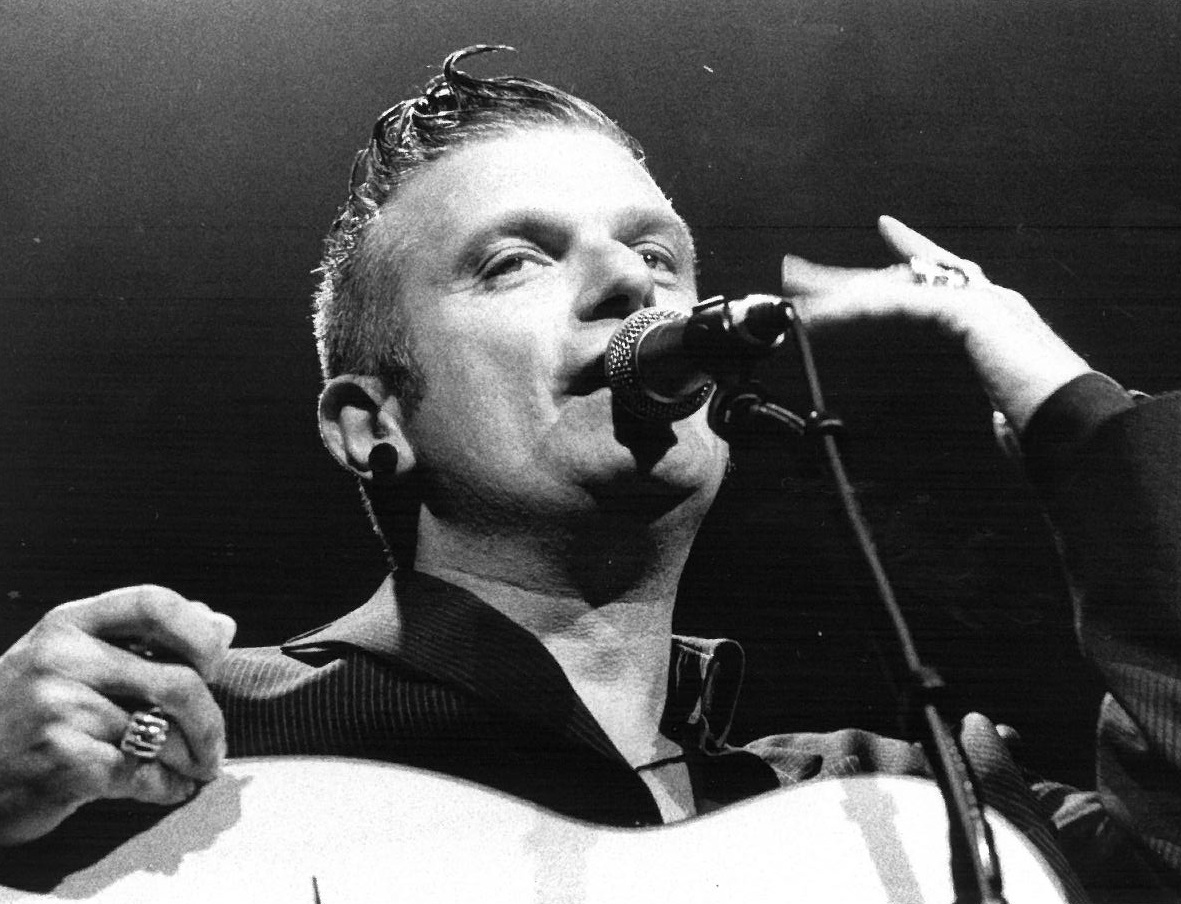
Sanseverino à l'édition 2004 du festival

### 1997

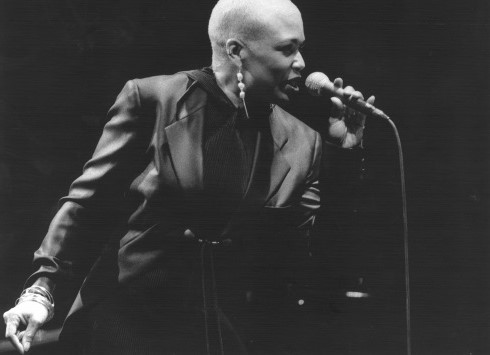
Dee Dee Bridgewater à l'édition 1996 du festival.

### 1991

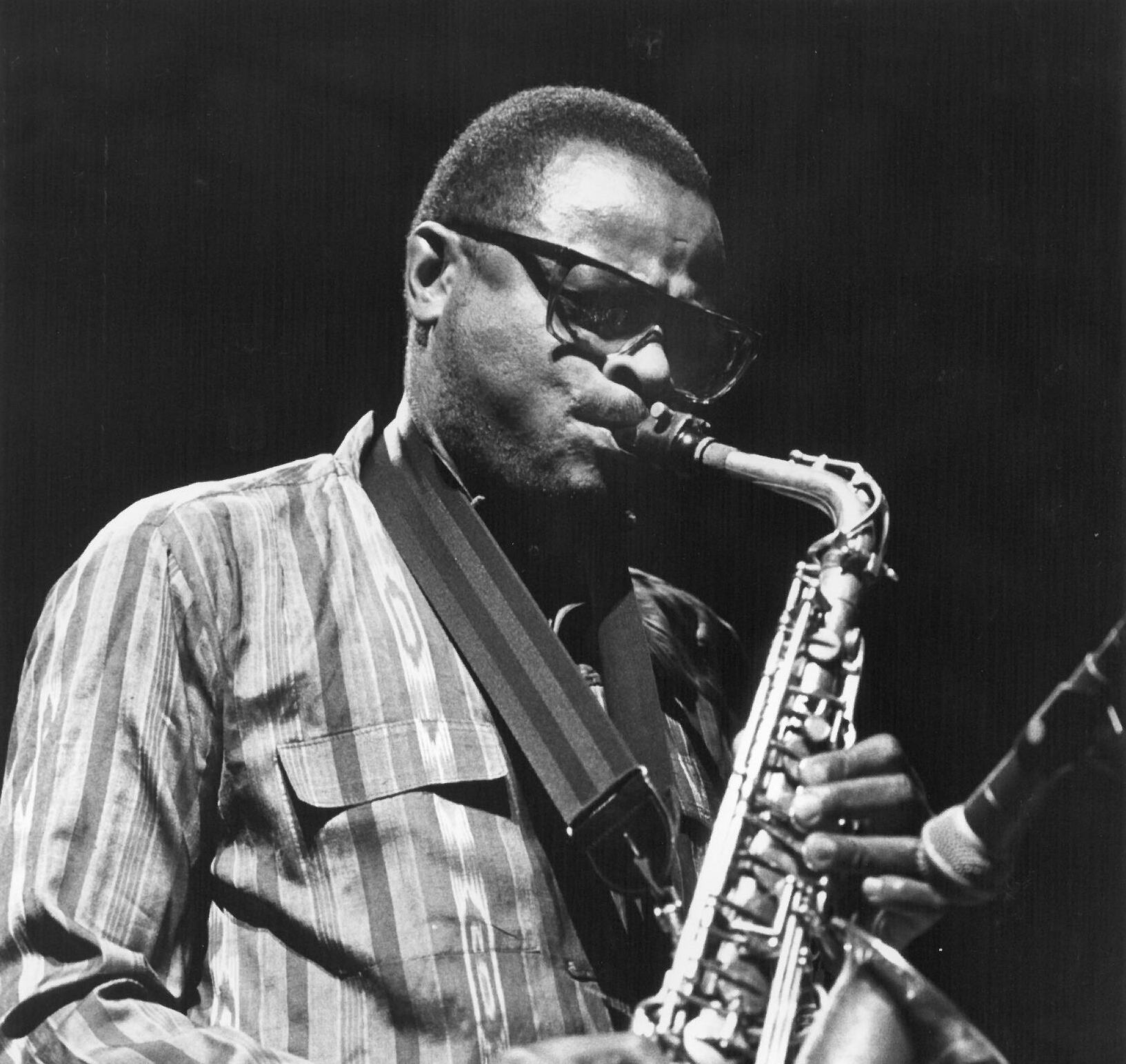
Steve Potts à l'édition 1990 du festival.